# Venpa

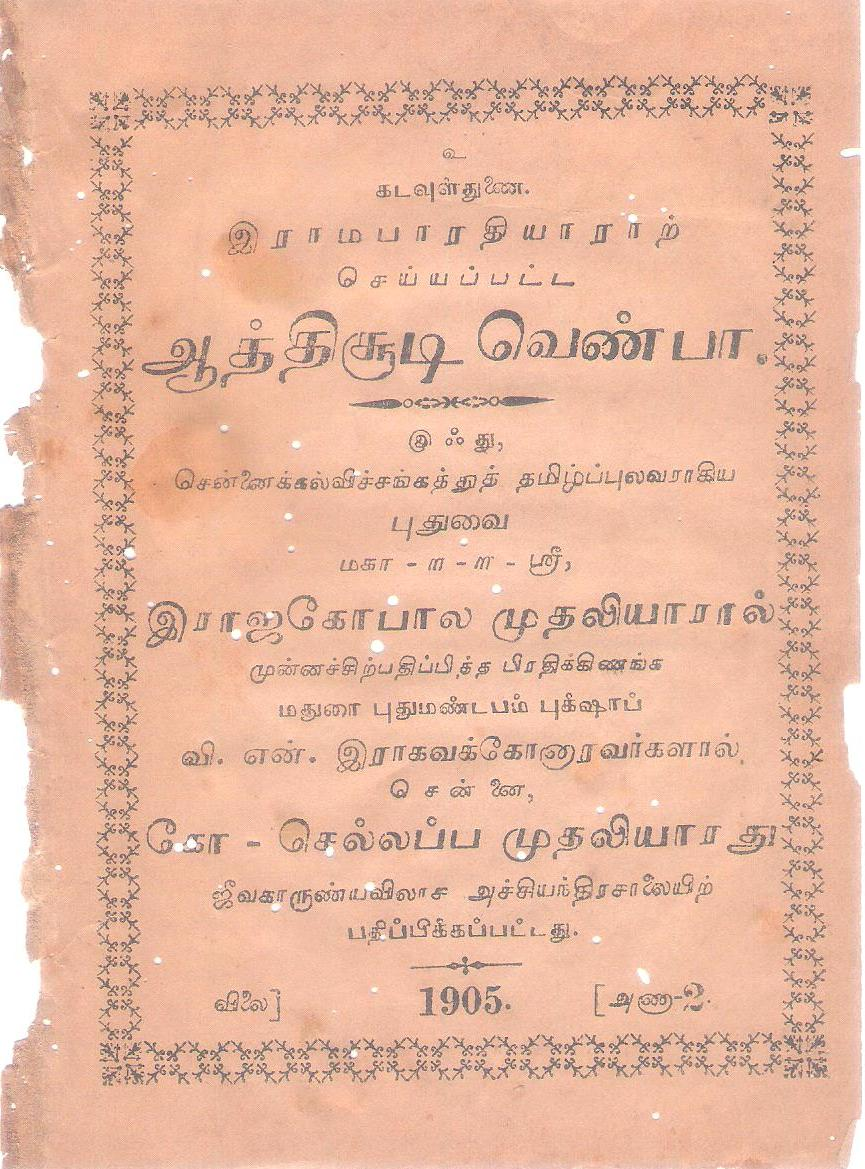
Venpa Attisudi de Rama Bharati, impresa en 1905

Venpa (வெண்பா en tamil) es una vertiente clásica del género artístico de la poesía tamil. La poesía tamil clásica ha sido clasificada a base de las reglas de métrica (formación rítmica de un poema) que definen a dicha manifestación artística. Dichas reglas consisten en una gramática libre de contexto (gramática formal). Todas las venpas se componen de dos a doce versos.

## Libros populares escritos en el estilo de venpa
1. Los 1330 pareados de Tirukkural, compuesto por Tiruvalluvar, son ejemplos de venpa. Tirukkural viene bajo subcategoría de Kural llamado Venpa Venpa, en donde cada Kural tiene solamente dos líneas.
2. El venpa de Nala es otro trabajo clásico escrito en estilo del venpa.
3. El venpa de Niti es otro libro del estilo del venpa que predica valores.

- Datos: Q3537685